# Paracriodion romani
Paracriodion romani är en skalbaggsart som först beskrevs av Aurivillius 1926.  Paracriodion romani ingår i släktet Paracriodion och familjen långhorningar. Inga underarter finns listade i Catalogue of Life.